# 이영현 (미스코리아)
이영현(1971년 12월 15일~)은 대한민국의 방송인, 아나운서, 교수이다.

## 주요 이력
- 1991년 미스코리아 진(眞)

## 학력
- 진선여자고등학교 졸업
- 경원대학교 식품영양학 (학사)
- 중앙대학교 신문방송학 (석사)
- 중앙대학교 신문방송학 (박사)[1][2]

## 경력
- 중앙대학교, 동국대학교 출강

## 방송

### TV
- KBS 《연예가중계》 MC
- MBC 《사랑의 스튜디오》 MC
- SBS 《달리는 TV 그것을 찾아라》 MC
- SBS 《태평양 종단퀴즈》 MC
- SBS 《태평양 횡단퀴즈》 MC
- SBS 《청백 스튜디오》 MC
- SBS 《지구촌퀴즈》 MC

### 라디오
- SBS 파워FM 《가요토피아》 DJ